# 金赫峰
金赫峰（韓語：김혁봉，1985年10月28日—），朝鲜男子乒乓球運動員。他於2005年開始參與國際性的乒乓球比賽，並曾參加2008年北京奧運、2010年廣州亞運和2012年倫敦奧運等賽事。在2013年世界乒乓球錦標賽中，他與金仲在混雙決賽中以局數4-2擊敗南韓對手，贏得北韓34年來首個世乒賽的冠軍。